# Pomphorhynchus sebastichthydis
Pomphorhynchus sebastichthydis är en hakmaskart som beskrevs av Yamaguti 1939. Pomphorhynchus sebastichthydis ingår i släktet Pomphorhynchus och familjen Pomphorhynchidae. Inga underarter finns listade i Catalogue of Life.